# Локально тривиальное расслоение
Локально тривиальное расслоение — расслоение, которое локально выглядит как прямое произведение.

## Определение
Пусть {\displaystyle E}, {\displaystyle B} и {\displaystyle F} — топологические пространства.
Сюръективное непрерывное отображение {\displaystyle \pi \colon E\to B} называется
локально тривиальным расслоением
пространства {\displaystyle E}
над базой {\displaystyle B}
со слоем {\displaystyle F},
если для всякой точки базы {\displaystyle x\in B} существует окрестность {\displaystyle U\subset B}, над которой расслоение тривиально.
Последнее означает, что существует гомеоморфизм {\displaystyle \phi \colon \pi ^{-1}(U)\to U\times F}, такой что коммутативна диаграмма
.
Здесь {\displaystyle \mathrm {proj_{1}} :\,U\times F\to U} — проекция произведения пространств на первый сомножитель.
Пространство {\displaystyle E} также называется тотальным пространством расслоения, или расслоенным пространством.

## Связанные определения
- Сечение расслоения — это отображение {\displaystyle s:B\to E}, такое что {\displaystyle \pi \circ s=\mathrm {id} _{B}}. Вообще говоря, не каждое расслоение имеет сечение. Например, пусть {\displaystyle M} — многообразие, а {\displaystyle E\to M} — подрасслоение векторов единичной длины в касательном расслоении {\displaystyle TM}. Тогда сечение расслоения {\displaystyle E} — это векторное поле без нулей на {\displaystyle M}. Теорема о причёсывании ежа показывает, что на сфере такого поля не существует.
- Множество {\displaystyle F_{x}=\pi ^{-1}\{x\}} называется слоем расслоения {\displaystyle \pi } над точкой {\displaystyle x\in B}. Каждый слой гомеоморфен пространству {\displaystyle F}, поэтому пространство {\displaystyle F} называется общим (или модельным) слоем расслоения {\displaystyle \pi },
- Гомеоморфизм {\displaystyle \varphi }, отождествляющий ограничение расслоения {\displaystyle \pi } над окрестностью точки {\displaystyle x} с некоторым тривиальным расслоением, называется локальной тривиализацией расслоения {\displaystyle \pi } над окрестностью точки {\displaystyle x}.
- Если {\displaystyle \{U_{\alpha }\}} — покрытие базы {\displaystyle B} открытыми множествами, и {\displaystyle \varphi _{\alpha }:\pi ^{-1}(U_{\alpha })\to U_{\alpha }\times F} — соответствующие им отображения тривиализации, тогда семейство {\displaystyle \{(U_{\alpha },\varphi _{\alpha })\}} называется тривиализующим атласом расслоения {\displaystyle \pi :E\to B}.
- Предположим локально тривиальное расслоение {\displaystyle \pi :E\to B} снабжено покрытием {\displaystyle \{U_{\alpha }\}} базы {\displaystyle B} с выделенной тривиализацией {\displaystyle \phi _{\alpha }:U_{\alpha }\times F\to \pi ^{-1}(U_{\alpha })} и сужение любого отображения сличения {\displaystyle \phi _{\alpha }^{-1}\circ \phi _{\beta }} на слой принадлежит некоторой подгруппе {\displaystyle G} группы всех автоморфизмов {\displaystyle F}. Тогда {\displaystyle \pi } называется локально тривиальным расслоением со структурной группой {\displaystyle G}.

## Примеры
- Тривиальное расслоение, то есть проекция {\displaystyle B\times F\to B} на первый сомножитель.
- Любое накрытие является локально тривиальным расслоением с дискретным слоем.
- Касательное, кокасательное и тензорные расслоения над произвольным многообразием локально тривиальны.
- Если {\displaystyle G} — топологическая группа, а {\displaystyle H} — её замкнутая подгруппа, причём факторизация {\displaystyle \pi :G\to G/H} имеет локальные сечения, то {\displaystyle \pi } является расслоением со слоем {\displaystyle H} (Steenrod 1951, §7).
- Лист Мёбиуса — пространство нетривиального расслоения над окружностью.
- Расслоение Хопфа — это нетривиальное расслоение {\displaystyle S^{3}\to S^{2}=S^{3}/S^{1}}. Оно не имеет сечений, так как оно является главным расслоением со структурной группой {\displaystyle U(1)}, а любое главное расслоение, допускающее сечение, тривиально.
- Сконструировать расслоение можно, задав произвольно его базу (пространство {\displaystyle B}), общий слой (пространство {\displaystyle F}) и отображения перехода (1-коцикл Чеха {\displaystyle \{u_{\alpha \beta }:U_{\alpha }\to \mathrm {Aut} \,F\}}) для какого-нибудь открытого покрытия пространства {\displaystyle B}. Тогда пространство E формально можно получить как множество троек вида {\displaystyle \{(\alpha ,x,f_{\alpha }):\,x\in U_{\alpha },\,f_{\alpha }\in F\}} с правилом отождествления:

{\displaystyle (\alpha ,x,f_{\alpha })=(\beta ,x,f_{\beta })}, если {\displaystyle f_{\beta }=u_{\beta \alpha }f_{\alpha }}

## Свойства
- Для локально тривиальных расслоений верна теорема о накрывающей гомотопии. Пусть заданы {\displaystyle \pi :E\to B} — локально тривиальное расслоение, отображения {\displaystyle g\colon M\to B} и {\displaystyle f\colon M\to E}, так что {\displaystyle g=\pi \circ f}, и гомотопия {\displaystyle {\tilde {g}}\colon M\times [0;1]\to B} отображения {\displaystyle g} (то есть {\displaystyle {\tilde {g}}(m,0)=g(m)}). Тогда существует гомотопия {\displaystyle {\tilde {f}}\colon M\times [0;1]\to E} отображения {\displaystyle f}, такая что {\displaystyle {\tilde {g}}=\pi \circ {\tilde {f}}}, то есть следующая диаграмма коммутативна
{\displaystyle {\begin{matrix}M\times [0;1]\!&&{\stackrel {\tilde {f}}{\longrightarrow }}\!&&E\\\\&&{\tilde {g}}\searrow &&\downarrow \pi \\\\&&&&B\end{matrix}}}
- Пусть имеется локально тривиальное расслоение {\displaystyle E\to B} со слоем {\displaystyle F} (иногда записываемое формально как {\displaystyle F\to E\to B}). Тогда последовательность гомотопических групп точна:

{\displaystyle \dots \to \pi _{2}(F)\to \pi _{2}(E)\to \pi _{2}(B)\to \pi _{1}(F)\to \pi _{1}(E)\to \pi _{1}(B)\to \pi _{0}(F)}
- Отображения перехода удовлетворяют условию 1-коцикла Чеха:

Если {\displaystyle x\in U_{\alpha }\cap U_{\beta }\cap U_{\gamma }}, то {\displaystyle u_{\beta \alpha }(x)=u_{\beta \gamma }(x)\circ u_{\gamma \alpha }(x)}.
- Два расслоения над одной и той же базой и с одним и тем же общим слоем изоморфны тогда и только тогда, когда 1-коциклы Чеха, соответствующие им, когомологичны. (Отметим, что в случае, когда группа {\displaystyle \mathrm {Aut} \,F} некоммутативна, одномерные когомологии {\displaystyle H^{1}(B,\mathrm {Aut} \,F)} не образуют группу, а образуют множество, на котором действует (слева) группа 0-коцепей Чеха {\displaystyle C^{0}(B,\mathrm {Aut} \,F)}:
{\displaystyle u_{\alpha \beta }'(x)=f_{\alpha }(x)\circ u_{\alpha \beta }(x)\circ f_{\beta }(x)^{-1}},

где {\displaystyle \{f_{\alpha }:U_{\alpha }\to \mathrm {Aut} \,F\}} — 0-коцепь Чеха, действующая на 1-коцикл Чеха {\displaystyle \{u_{\alpha \beta }:U_{\alpha }\cap U_{\beta }\to \mathrm {Aut} \,F\}}. 1-коциклы называются когомологичными, если они лежат в одной орбите этого действия.)
- Для любого локально тривиального расслоения {\displaystyle \pi :X\to B} и непрерывного отображения {\displaystyle f:B'\to B} индуцированное расслоение {\displaystyle f^{*}(\pi )} является локально тривиальным.

## Вариации и обобщения
- Локально тривиальные расслоения являются частным случаем
  - расслоений Гуревича и
  - расслоений Серра.

- Если пространства {\displaystyle E,B,F} — гладкие (дифференцируемые) многообразия, отображение {\displaystyle \pi } — гладкое и допускающее тривиализующий атлас с гладкими отображениями тривиализации, то само расслоение называется гладким расслоением.
- Расслоение называется голоморфным, если пространства {\displaystyle E,B,F} — комплексные многообразия, отображение {\displaystyle \pi } — голоморфное и существует тривиализующий атлас с голоморфными отображениями тривиализации.
- Главное расслоение.